# جائزة كندا الكبرى 2016
جائزة كندا الكبرى 2016 (بالإنجليزية: 2016 Canadian Grand Prix)‏ هو سباق فورمولا 1
أقيم بتاريخ 12 يونيو 2016 في حلبة جيل فيلنوف، كندا، وأحد سباقات بطولة العالم لسباقات الفورمولا واحد موسم 2016، وكان أول المنطلقين لويس هاملتون.
فاز بالمركز الأول  لويس هاملتون، وكان صاحب أسرع لفة نيكو روسبيرغ.